# エンリコ・ガッツォーニ
エンリコ・ガッツォーニ（イタリア語: Enrico Guazzoni, 1876年9月18日 - 1949年9月24日）は、イタリアの映画監督。

## 作品
- Agrippina(1911)
- メッサリナ
- アントニイとクレオパトラ
- 十字軍
- クオ・ヴァヂス（何処へ行く）